# Wakpokinyan
Wakpokinyan /=flies along the creek/(River that Flies), jedna od bandi Miniconjou Sijuksa kod Culbertsona nazivani River that Flies. Ime im se javlja u više sličnih varijanti. Poznati poglavica bio im je Touch the Clouds Maȟpíya Ičáȟtagya, koji je sa svojom bandom 1878. završio na rezervatu Cheyenne River u Južnoj Dakoti gdje imaju i danas potomaka.

## Vanjske poveznice
- Minneconjou Lakota